# 高城墩遗址
31°53′18″N 120°00′30″E / 31.88836°N 120.00842°E
高城墩遗址，位于中华人民共和国江苏省无锡市江阴市璜土镇大坎村高城墩自然村北的一处遗址，为处新石器时期良渚文化遗址。

## 文物
1975年冬至1976年春，当地村民在墩中心建窑取土制砖，后文物不断流失，仅有少量文物被常州博物馆收藏。随后江阴文物部门在村民中征集到玉璧、玉镯和石斧等。1984年，农民在取土时发现玉璧、琮等文物，经调查为被破坏的良渚文化墓葬中的随葬品。1985年10月，江阴市人民政府公布其为江阴市文物保护单位。1998年11月，南京博物院考古研究所对遗址进行调查。1999年11月至2000年6月，南京博物院、无锡博物馆、江阴市博物馆组成联合考古队，对遗址进行抢救性发掘，共计发掘面积1157平方米，其中包括14座大、中型良渚文化中晚期墓葬出土文物238件。2000年5月，高城墩遗址被评为“1999年度中国十大考古新发现”之一。